# Biacca
La biacca, o bianco di piombo, è un pigmento pittorico inorganico costituito da carbonato basico di piombo(II).

## Periodo d'uso
Conosciuto ed utilizzato fin dai tempi più antichi è stato l'unico bianco disponibile insieme al "bianco San Giovanni" (carbonato di calcio) fino al XIX secolo; in seguito, con l'inserimento in commercio del "bianco di zinco" (nel 1840 circa) e, nel XX secolo (1930 circa), del "bianco di titanio", il suo impiego è molto diminuito fino quasi a scomparire del tutto. Oggi viene usato esclusivamente da alcuni pittori particolarmente legati alla tradizione e, seppur raramente, in lavori di restauro.
Il 19 novembre 1921, a seguito dell'intervento dell'Organizzazione internazionale del lavoro, parecchi stati stipularono una convenzione (White Lead (Painting) Convention, 1921 (No. 13), "Convenzione n. 13 del 1921 sulla biacca"), che ne vieta definitivamente l'utilizzo per via della sua tossicità. Questa convenzione fu ratificata in date diverse dai vari stati che la sottoscrissero. L'Italia la ratificò il 22 ottobre 1952. Stati Uniti d'America e Germania non l'hanno tuttora ratificata.

## Caratteristiche

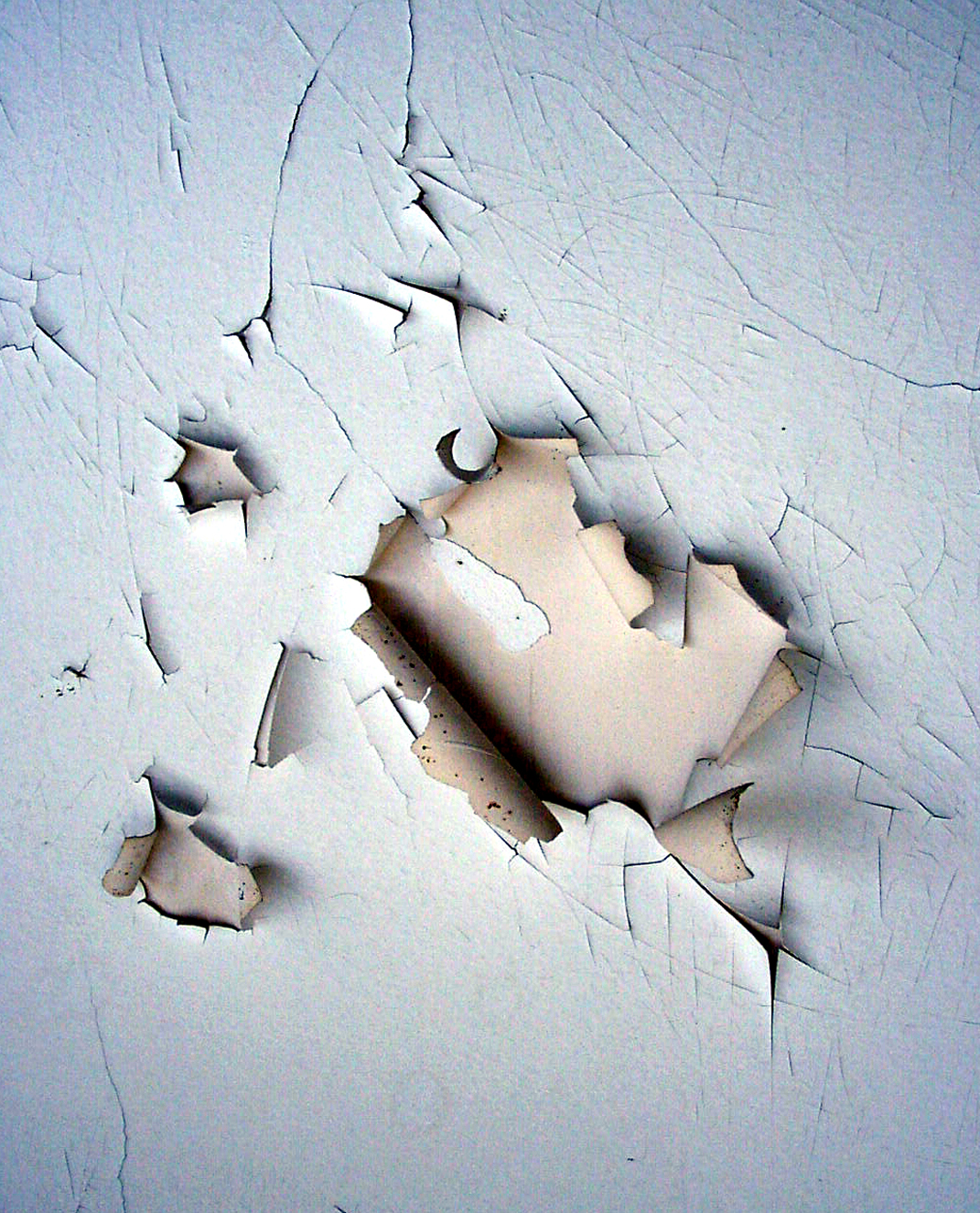
Vernice al piombo scrostata in una casa precedente al 1948

È un pigmento tossico a base di piombo, molto coprente e solubile in acido nitrico, la cui vendita sotto forma di polvere è ormai praticamente proibita da tempo in parecchie parti del mondo, particolarmente in Europa e Stati Uniti. Viene prodotto ancora da alcune ditte che però lo utilizzano per la fabbricazione di colori pronti (in genere a olio), di solito mescolandolo al bianco di zinco allo scopo di limitarne l'intrinseca filacciosità e la tendenza a scurire, tipica di questo pigmento.
La biacca ha un residuo radioattivo misurabile con adeguati strumenti, che permette di stabilirne grossomodo l'età e che scompare del tutto dopo un periodo minimo di 160 anni.
L'essiccazione è abbastanza veloce e produce una pellicola molto elastica, di robustezza non raggiungibile con nessun altro bianco, che tuttavia tende a perdere di coprenza con il passare degli anni. Tende a scurire, a causa dell'azione delle tracce di acido solfidrico presenti nell'aria; inoltre ossidandosi si trasforma in ossido di piombo, di colore marrone. Questa tendenza all'incupimento è molto più evidente quando questo bianco è utilizzato con leganti magri (pittura murale, tempera, etc.) e in presenza di umidità.
Per quanto riguarda la tecnica a olio il problema della sua alterazione nelle mescolanze è meno evidente che nelle tecniche ad acqua, in quanto le particelle di pigmento sono protette dal legante grasso e difficilmente entrano in stretto contatto tra loro. È in ogni modo buona norma evitare miscele con sostanze contenenti zolfo e suoi derivati che, in alcuni casi, in reazioni dovute a H2S, potrebbero produrre un annerimento progressivo e irreversibile (trasformandosi in solfuro di piombo).
Nell'affresco, come in tutte le tecniche ad acqua, è un pigmento fortemente sconsigliato, anche per una marcata refrattarietà a mescolarsi omogeneamente con l'acqua. Se adeguatamente utilizzata e difesa dagli agenti atmosferici la biacca è resistentissima, come è possibile constatare dai quadri degli antichi maestri che se ne servirono con giudizio.
La biacca è nociva come tutti i composti a base di piombo ma a volte la sua pericolosità è descritta in termini esagerati. Si pensi che un grande maestro del passato come Tiziano Vecellio, che utilizzò esclusivamente questo bianco, si spense quasi novantenne perché si ammalò di peste nera, e non per gli effetti tossici della biacca.

## Nomi alternativi
Nell'impiego come pigmento per opere d'arte, la biacca è stata denominata con nomi diversi a seconda dell'epoca e del luogo:
- Bianco d'argento;
- Bianco di Amburgo;
- Bianco di Kremniz;
- Bianco di Kremser;
- Bianco di Genova;
- Bianco di Londra;
- Bianco di Nottinghen;
- Bianco di piombo (in inglese White lead e in tedesco Bleiweiß);
- Bianco di Venezia;
- Bianco inglese;
- Bianco olandese;
- Cerussa (in francese Céruse);
- Cerussite;
- in spagnolo albayalde, dall'arabo al-bayad, che significa "bianco, candore".